# Francisco Júnior
Francisco Santos da Silva Júnior (ur. 18 stycznia 1992 w Bissau) – gwinejski piłkarz występujący na pozycji pomocnika w Botoșani, reprezentant Gwinei Bissau w latach 2017–2019.